# 在所隕石
在所隕石（ざいしょいんせき）は1898年（明治31年）2月1日、高知県香美市（当時：旧・在所村）に落下した隕石である。比較的珍しい、石鉄隕石 (stony-iron meteorite) の一種であるパラサイト (Pallasite) に分類される隕石である。
1898年2月1日の午前5時10分頃、高知県のほぼ全土で轟音が聞かれ、愛媛県との県境に近い船戸村で火球が落下するのが目撃された。朴ノ木の農家の庭に落下し、330グラムの隕石が発見された（『土陽新聞』より）。
現在は東京五藤光学研究所に保管されている。